# Ndamira Catherine Atwikiire
Ndamira Catherine Atwikiire (nascida em 13 de agosto de 1977) é uma política do Uganda e membro do parlamento. Ela foi eleita como representante do distrito de Kabale sob o partido político Movimento de Resistência Nacional.

## Carreira
Actualmente, Atwikiire é membro do Comité de Contas Públicas e do Comité de Saúde. Anteriormente, ela trabalhou como administradora financeira da VIDAS Engineering Services Co. Ltd. de 2010 a 2015.
Em 2019, ela envolveu-se em divulgação na comunidade no município de Kabale, onde incitou a comunidade muçulmana a educar os seus filhos para atender às preocupações de desenvolvimento do país.